# Cot Timur
Cot Timur är en kulle i Indonesien.   Den ligger i provinsen Aceh, i den västra delen av landet, 1 700 km nordväst om huvudstaden Jakarta. Toppen på Cot Timur är 81 meter över havet.
Terrängen runt Cot Timur är platt åt nordost, men åt sydväst är den kuperad. Runt Cot Timur är det tätbefolkat, med 276 invånare per kvadratkilometer. Närmaste större samhälle är Lhokseumawe, 16,9 km öster om Cot Timur. I omgivningarna runt Cot Timur växer i huvudsak städsegrön lövskog.